# Плявинский край
Пля́винский край (латыш. Pļaviņu novads) — бывшая административно-территориальная единица в центральной части Латвии, в историко-культурной области Видземе, существовавшая в 2009—2021 годах. Край состоял из трёх волостей и города Плявиняс, который являлся центром края.
Край был образован 1 июля 2009 года из части расформированного Айзкраукльского района и упразднён с 1 июля 2021 года посредством присоединения к Айзкраукльскому краю.
Площадь Плявинского края составляла 376,8 км². Граничил с Кокнесским, Эргльским, Мадонским, Крустпилсским, Салским и Яунелгавским краями.

## Население
На 1 января 2010 года население края составляло 6294 человека.
Национальный состав населения края по итогам переписи населения Латвии 2011 года:
| Национальность | Численность, чел. (2011) | %        |
| -------------- | ------------------------ | -------- |
| Латыши         | 4359                     | 76,74 %  |
| Русские        | 841                      | 14,81 %  |
| Белорусы       | 177                      | 3,12 %   |
| Украинцы       | 56                       | 0,99 %   |
| Поляки         | 112                      | 1,97 %   |
| Литовцы        | 40                       | 0,70 %   |
| Другие         | 95                       | 1,67 %   |
| всего          | 5680                     | 100,00 % |

## Территориальное деление
- город Плявиняс (латыш. Pļaviņu pilsēta)
- Айвиекстская волость (латыш. Aiviekstes pagasts)
- Виеталвская волость (латыш. Vietalvas pagasts)
- Клинтайнская волость (латыш. Klintaines pagasts)